# قلعه آلاره
قلعه آلاره (ترکی استانبولی: Alara Kalesi) یک قلعه تاریخی است در شهرستان آلانیا در استان آنتالیا در جنوب ترکیه.
این قلعه در روزگار امپراتوری بیزانس ساخته شد و در قرن یازدهم تبدیل شد به پاسگاه غربی پادشاهی ارمنی کیلیکیه (۱۰۸۰–۱۳۷۵ م).
کارکرد آن پاسداری از کاروان‌هایی بود که از کاروان‌سرای آلاره‌خان می‌آمدند. آلاره‌خان آخرین کاروان‌سرا در جاده ابریشم پیش از رسیدن به دریا در این منطقه بود. آلاره‌خان در ۳۰۰–۴۰۰ متری جنوب قلعه آلاره واقع شده‌بود.
زمانی که کیرفارد، فرمانروای محلی ارمنی از دودمان روبنی بر قلعه کلونوروس (آلانیای امروزی) فرمان می‌راند، برادر او، که در تواریخ نام او ذکر نشده، نیز به عنوان یک راهب قلعه آلاره را در دست داشت. پس از آن‌که علاءالدین کیقباد، از پادشاهان سلجوقی روم در سال ۶۱۸/۱۲۲۱ کلونوروس را فتح کرده و آن را علائیه نامید، توجه او متوجه قلعه آلاره شد. هنگام لشکرکشی او به آلاره، برادر کیرفارد دچار شکم‌درد شدید (قولنج) شده و درگذشت و افراد او قلعه را تسلیم علاءالدین کیقباد کردند.
این قلعه یک ارگ دارد که با دیواره‌های بیرونی احاطه شده‌است. برای رسیدن به داخل قلعه باید از ۱۸۰ پله بالا رفت که به صورت دالانی در سنگ تراشیده شده‌اند.